# ВЕС Хітра
ВЕС Гітра (Hitra) — норвезька наземна вітроелектростанція, споруджена в окрузі Сер-Тренделаг у регіоні Тренделаг (центральна частина узбережжя Норвезького моря, на захід від Тронгейма).
Спорудження електростанції, розташованої на однойменному острові за 3 км південніше села Straum, розпочалось у 2003-му, а введення в дію припало на наступний рік. Вона складається з 24 турбін німецького виробництва Bonus B82/2300 одиничною потужністю 2,3 МВт. Діаметр ротора турбіни 82 метри.
Загальна потужність ВЕС становить 55,2 МВт, розрахункове середньорічне виробництво електроенергії — 156 млн кВт·год.